# Chromolepida nigra
Chromolepida nigra är en tvåvingeart som beskrevs av Webb och Irwin 1995. Chromolepida nigra ingår i släktet Chromolepida och familjen stilettflugor. Inga underarter finns listade i Catalogue of Life.